# Hypena kallipygae
Hypena kallipygae är en fjärilsart som beskrevs av Martin Lödl 1994. Hypena kallipygae ingår i släktet Hypena och familjen nattflyn. Inga underarter finns listade i Catalogue of Life.